# Apatorhamphus
Apatorhamphus is een geslacht van uitgestorven pterosauriërs, behorend tot de Pterodactyloidea, dat tijdens het Vroeg-Krijt leefde in het gebied van het huidige Marokko. De enige benoemde soort is Apatorhamphus gyrostega.

## Vondst en naamgeving
Tijdens een bezoek in 2016 aan de fosfaatmijn van Tafilalt op het plateau van Aferdou N’Chaft, nabij Hassi el Begaa, in Er Rachidia, kocht de Britse paleontoloog David Michael Martill van mijnwerkers een stuk kaak van een pterosauriër. Men had een tunneltje gegraven in een dunne fossielhoudende laag aan de rand van een groeve en daarin aangetroffen vondsten werden illegaal te koop aangeboden.
In 2010 werd de typesoort Apatorhamphus gyrostega benoemd en beschreven door James McPhee, Nizar Ibrahim, Alex Kao, David M. Unwin, Roy Smith en David M. Martill. De geslachtsnaam is afgeleid van het Oudgrieks apatos, 'bedrieglijk', en rhamphos, 'snuit', een verwijzing naar de moeilijkheden die men had te bepalen of het om een bovenkaak of onderkaak ging. De soortaanduiding is een combinatie van het Grieks gyros, 'afgerond', en stegè, 'dak', een verwijzing naar het rond dwarsprofiel van de bovenkant van de snuit.
Het holotype FSAC-KK 5010 is gevonden in de Kem-Kem-lagen die dateren uit het Albien-Cenomanien. Het bestaat uit een stuk snuit.
Martill verwees verschillende eerdere vondsten aan de soort toe. Het betreft de specimina FSAC-KK 5011, FSAC-KK 5012 en FSAC-KK 5013, gevonden bij Begaa in Marokko; het specimen FSAC-KK 5014, ook in een Marokkaanse collectie maar van onbekende herkomst; BSP 1993 IX 338, een snuit in 1993 gevonden, in 1999 gemeld en in 2010 toegewezen aan Alanqa; en specimen CMN 50859, een paar onderkaken in 2011 nog geïdentificeerd als een mogelijk lid van de Dsungaripteroidea.

## Beschrijving

### Grootte en onderscheidende kenmerken
De lichaamsgrootte van Apatorhamphus is onzeker wegens de beperkte vondsten. Martill schatte de vleugelspanwijdte voorzichtig op ergens tussen de drie en zeven meter.
De beschrijvers gaven enkele onderscheidende kenmerken aan. Drie daarvan zijn mogelijke autapomorfieën, unieke afgeleide eigenschappen. Het dwarsprofiel van de snuit is vooraan een omgekeerde U om achteraan meer druppelvormig te worden als de zijwanden gaan bollen. Vooraan de snuit is de beenwand sterk verdikt. De foramina van het verhemelte zijn vooraan spleetvormig en achteraan ronder.
Daarnaast is er een aantal kenmerken dat in combinatie uniek is. De snuit is recht en tandeloos met in zijaanzicht een rechte snijrand en een licht hol bovenprofiel. Het verhemelte is licht hol met gepaarde foramina die ten opzichte van elkaar iets in positie verschoven zijn. Op de zijwand bevindt zich een enkele rij van spleetvormige foramina of aderkanalen die evenwijdig loopt aan de bovenrand.

### Skelet

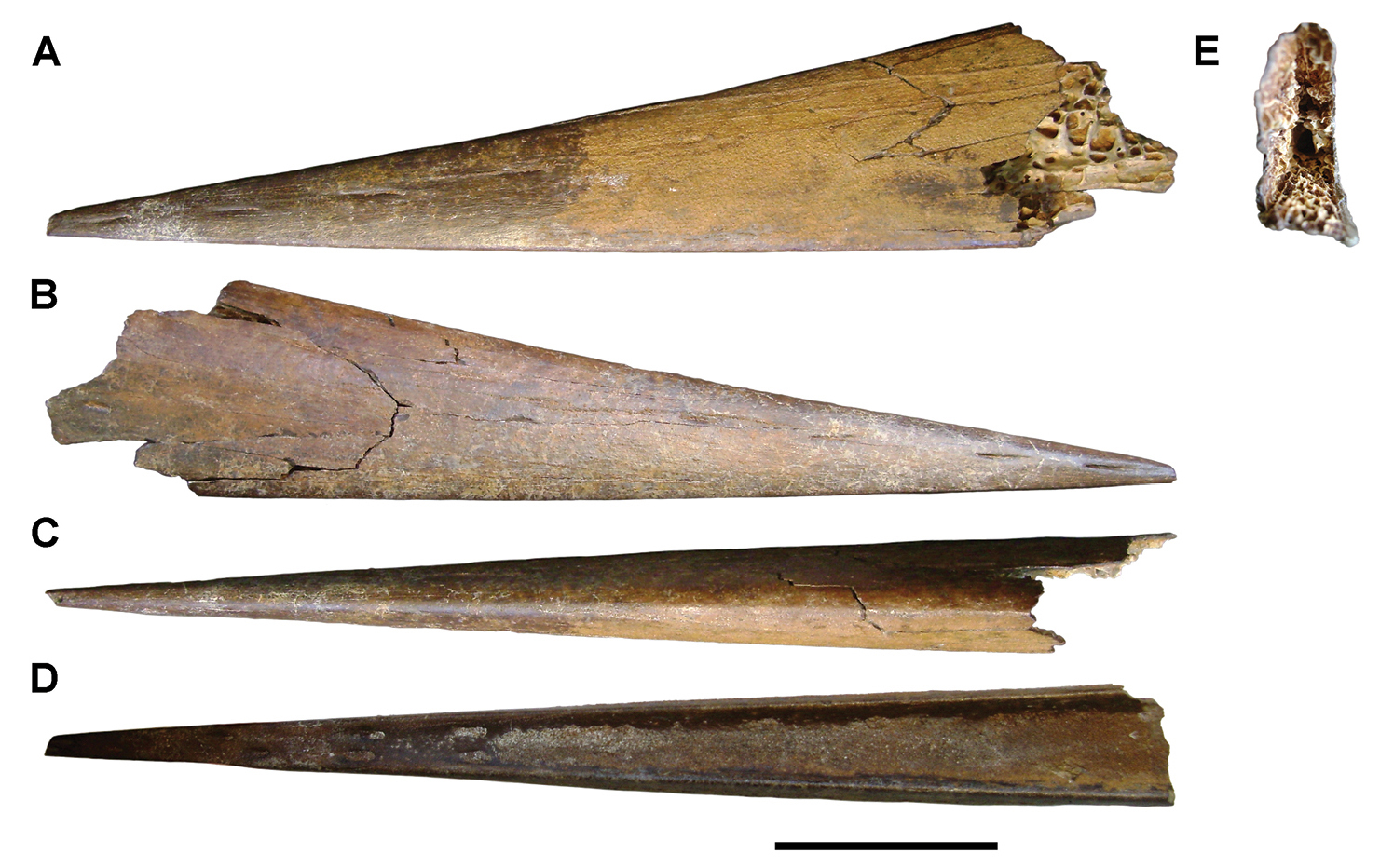
BSP 1993 IX 338

Het fragment heeft een lengte van 211 millimeter. De snuitpunt ontbreekt. De oorspronkelijke lengte tussen de snuitpunt en het achterste breukvlak werd geschat op ongeveer 312 millimeter. Het bleek lastig te bepalen of het om een stuk snuit of een stuk van de symfyse van de onderkaken ging. Die lijken bij tandeloze pterosauriërs sterk op elkaar. In de peer review van het artikel werd gesuggereerd dat deze onzekerheid het eigenlijk onzinnig maakte op basis van het fragment een nieuw taxon te willen benoemen. De beschrijvers stelden echter dat het waarschijnlijker was dat het om een snuit gaat gezien de hoek van 14° die de boven- en onderranden met elkaar maken. Dat is al steiler dan bij de snuiten van de meeste tandeloze pterosauriërs en die hebben typisch nog spitsere onderkaken. Een probleem bij dit argument is dat Apatorhamphus uiteindelijk in de Chaoyangopteridae geplaatst werd en net bij die groep zijn de onderkaken juist stomper. Een andere argument werd gevonden in de sterke gelijkenis van het fragment met de zekere snuiten van chaoyangopteriden.
De bovenrand is overdwars afgerond maar is achteraan iets scherper. Achteraan zijn de botwanden dun, soms maar 0,8 millimeter dik, maar bij het voorste breukvlak zijn ze tot 3,7 millimeter dik. Intern bevinden zich in het bot vele holten, gescheiden door verticale trabeculae, beenstijlen.

## Fylogenie
Apatorhamphus werd binnen de Azhdarchoidea onder voorbehoud in de Chaoyangopteridae geplaatst. Dit was niet gebaseerd op een exacte kladistische analyse.